# Medicine at Midnight
| Recensione      | Giudizio |
| --------------- | -------- |
| AllMusic        |          |
| NME             |          |
| Pitchfork       | 4.7/10   |
| Rolling Stone   |          |
| The Guardian    |          |
| The Independent |          |

Medicine at Midnight è il decimo album in studio del gruppo musicale statunitense Foo Fighters, pubblicato il 5 febbraio 2021 dalla Roswell e dalla RCA Records.
Il disco ha vinto il Grammy Award al miglior album rock alla 64ª edizione dei Grammy Award ed è inoltre l'ultimo inciso con il batterista Taylor Hawkins, morto il 25 marzo 2022 nel corso della tournée sudamericana in supporto all'album stesso.

## Antefatti
Nel 2018, dopo aver terminato il tour in supporto all'album Concrete and Gold, i Foo Fighters annunciarono di prendersi una pausa a tempo indeterminato; contemporaneamente il frontman Dave Grohl aggiunse di avere un'idea riguardo alla direzione stilistica da intraprendere per la scrittura del decimo disco. Il 19 agosto 2019 il batterista Taylor Hawkins rivelò che Grohl aveva realizzato alcune registrazioni demo sulle quali i restanti componenti del gruppo avrebbero dovuto lavorare, indicando inoltre il 2020 come anno potenziale di uscita dell'album.
Le sessioni di registrazione cominciarono nella seconda settimana di ottobre del 2019 presso una vecchia abitazione situata a Encino e nel mese successivo Grohl rivelò che l'album suonava «dannatamente strano». Contrariamente a Concrete and Gold, che richiese diversi mesi di lavorazione per essere ultimato, le registrazioni per Medicine at Midnight si svolsero in un periodo relativamente breve, un fatto che Grohl attribuì all'abbondanza di materiale e ad alcuni eventi inspiegabili da lui definiti «paranormali». Tali eventi vennero filmati al fine di monitorare la situazione in assenza dei musicisti, per poi essere consegnati al proprietario dell'abitazione; una volta scoperto il passato legato alla casa, il gruppo fu costretto a firmare un accordo di non divulgazione con il proprietario stesso, essendo egli intenzionato a vendere l'abitazione e dunque deciso a impedire ai Foo Fighters di rendere pubbliche le riprese. Le registrazioni terminarono nel febbraio 2020.

## Stile musicale
Grohl ha paragonato le sonorità di Medicine at Midnight a quelle dell'album Let's Dance di David Bowie, spiegando che è «pieno di inni e grandissimi brani rock da cantare. Sembra quasi un album dance – non tuttavia un album EDM, disco o dance moderno». In una successiva intervista, il frontman ha aggiunto come il disco presenti differenze rispetto alle precedenti pubblicazioni del gruppo a causa di varie sperimentazioni attuate nei nove brani, in particolar modo in Shame Shame, caratterizzato da una sezione ritmica inusuale e da loop di chitarra e batteria. Uno di questi brani, inoltre, comprende un riff di chitarra che Grohl scrisse nel 1995 a Seattle e che è rimasto inedito fino alle sessioni del disco.
Secondo le parole di Hawkins, l'album risulta più «orientato al pop» rispetto alle precedenti pubblicazioni tipicamente post-grunge che hanno caratterizzato la carriera dei Foo Fighters.

## Promozione
Nel febbraio 2020 i Foo Fighters hanno annunciato il Van Tour 2020, una tournée celebrativa del venticinquesimo anniversario della fondazione del gruppo, nell'ambito della quale si sarebbero esibiti in tutte le città in cui aveva tenuto concerti nel 1995, durante il primo tour nell'America del Nord. Il tour era stato originariamente programmato per aprile e maggio 2020, ma la pandemia di COVID-19 ha costretto la formazione a posticipare inizialmente il tour a ottobre dello stesso anno, per poi decidere di cancellarlo definitivamente ad agosto a causa della sopracitata pandemia.
La promozione è ripresa il 7 novembre dello stesso anno, quando il gruppo si è esibito al Saturday Night Live con il singolo Shame Shame, pubblicato nel medesimo giorno. Il 1º gennaio 2021 è stata la volta del secondo singolo No Son of Mine, mentre 13 giorni più tardi è stato presentato il terzo singolo Waiting on a War. Il 20 aprile il gruppo ha presentato il video per Chasing Birds, estratto come singolo dieci giorni più tardi per le radio italiane. L'8 giugno seguente è stato pubblicato negli Stati Uniti d'America il singolo Making a Fire, traccia d'apertura del disco. Il brano in questione è stato successivamente rivisitato dal gruppo insieme al produttore britannico Mark Ronson e reso disponibile il 25 dello stesso mese.
Il 18 novembre i Foo Fighters hanno pubblicato il video per la traccia conclusiva Love Dies Young, estratto come singolo quattro giorni più tardi. Il 18 febbraio 2022 Holding Poison è uscito come singolo in Italia.

## Tracce
Testi e musiche di Foo Fighters.
1. Making a Fire – 4:15
2. Shame Shame – 4:17
3. Cloudspotter – 3:53
4. Waiting on a War – 4:13
5. Medicine at Midnight – 3:30
6. No Son of Mine – 3:28
7. Holding Poison – 4:24
8. Chasing Birds – 4:12
9. Love Dies Young – 4:20

## Formazione
Gruppo
- Dave Grohl – voce, chitarra
- Taylor Hawkins – batteria
- Nate Mendel – basso
- Chris Shiflett – chitarra
- Pat Smear – chitarra
- Rami Jaffee – tastiera

Altri musicisti
- Barbara Gruska – cori
- Samatha Sidley – cori
- Laura Mace – cori
- Inara George – cori
- Violet Grohl – cori
- Omar Hakim – percussioni
- Greg Kurstin – arrangiamento strumenti ad arco (tracce 2 e 4)
- Songa Lee – violino (tracce 2 e 4)
- Charlie Bisharat – violino (tracce 2 e 4)
- Alma Fernandez – viola (tracce 2 e 4)
- Jacob Baun – violoncello (tracce 2 e 4)

Produzione
- Greg Kurstin – produzione
- Foo Fighters – produzione
- Alex Pasco – assistenza tecnica
- Darrell Thorp – ingegneria del suono
- Mark "Spike" Stent – missaggio
- Matt Wolach – assistenza al missaggio
- Randy Merrill – mastering

## Classifiche

### Classifiche settimanali
| Classifica (2021)          | Posizione massima |
| -------------------------- | ----------------- |
| Australia                  | 1                 |
| Austria                    | 1                 |
| Belgio (Fiandre)           | 1                 |
| Belgio (Vallonia)          | 3                 |
| Canada                     | 3                 |
| Croazia                    | 1                 |
| Danimarca                  | 6                 |
| Finlandia                  | 2                 |
| Francia                    | 16                |
| Germania                   | 1                 |
| Giappone                   | 14                |
| Grecia                     | 4                 |
| Irlanda                    | 1                 |
| Islanda                    | 18                |
| Italia                     | 2                 |
| Lituania                   | 46                |
| Norvegia                   | 4                 |
| Nuova Zelanda              | 1                 |
| Paesi Bassi                | 1                 |
| Polonia                    | 6                 |
| Portogallo                 | 1                 |
| Regno Unito                | 1                 |
| Regno Unito (rock & metal) | 1                 |
| Repubblica Ceca            | 7                 |
| Slovacchia                 | 25                |
| Spagna                     | 3                 |
| Stati Uniti                | 3                 |
| Stati Uniti (alternative)  | 1                 |
| Stati Uniti (hard rock)    | 1                 |
| Stati Uniti (rock)         | 1                 |
| Svezia                     | 2                 |
| Svizzera                   | 1                 |
| Ungheria                   | 13                |

### Classifiche di fine anno
| Classifica (2021) | Posizione |
| ----------------- | --------- |
| Australia         | 68        |
| Austria           | 44        |
| Belgio (Fiandre)  | 55        |
| Belgio (Vallonia) | 124       |
| Germania          | 64        |
| Portogallo        | 39        |
| Regno Unito       | 56        |
| Svizzera          | 36        |